# 韩华生命保险

原韓華大韓生命保險標誌

韩华生命保险（韓語：한화생명보험，或稱韓華人壽）是韓國一家人壽保險公司，為韩华集团旗下的子公司。韩华人壽与三星人壽、教保人壽共为韩国三大保险公司。
韩华人壽創立於1946年，原名大韓生命保險，總部設於首爾永登浦區汝矣島上的63大廈內。2003年，公司的壽險業務售與韓華集團，2012年，公司更名为“韩华生命保險”。

## 參看
- 63大廈

## 外部連結
- 韓華大韓生命保險網址 （页面存档备份，存于）
- （简体中文）Koreanlife Ebook （页面存档备份，存于）